# Дэвис, Мэри
Мэри «Молл» Дэвис (англ. Mary "Moll" Davis; 1648, Вестминстер — 1708, Лондон) — английская театральная актриса и певица, любовница короля Карла II.

## Биография
Предполагается, что она была внебрачной дочерью Томаса Говарда, 3-го графа Беркшира и неизвестной его любовницы.
В 1663 году стала актрисой в Театральной труппе Герцога, став вскоре любовницей руководителя труппы и драматурга Уильяма Давенанта.
Её красота и обаяние привлекли короля Карла II и она стала  одной из его любовниц. Спустя несколько лет после начала отношений, в 1673 году она родила от короля дочь Мэри Тюдор (1673—1726). После расставания с королём ей была назначена ежегодная пенсия в 1000 фунтов стерлингов.
В октябре 1673 года она купила трёхэтажный дом около Сент-Джеймского парка за 1800 фунтов стерлингов, в этом доме она прожила более 13 лет.
В декабре 1686 года она вышла замуж за Жака Пейсбиля, французского композитора при дворе короля Якова II. После того как Яков II в ходе «славной революции» в ноябре 1688 года был свергнут с престола, она с мужем покинула страну и уехала в изгнание с членами королевской семьи во Францию.
После возвращения на родину в 1693 году, её муж стал музыкантом при дворе наследницы престола Анны и её мужа Георга Датского.
Скончалась в 1708 в Лондоне, была похоронена в Церкви Святой Анны.